# قرص پیراستاره‌ای
قرص پیرا-ستاره‌ای (به انگلیسی: Circumstellar disc) توده‌ای از گاز و غبار به شکل حلقه یا دیسک در حال چرخش حول یک ستاره است. قرص پیرا-ستاره‌ای یک نام کلی برای گونه‌های مختلفی از قرص‌های چرخان حول ستارگان است که بسته به مشخصات فیزیکی می‌تواند قرص برافزایشی، خرده قرص، یا قرص پیش-سیاره‌ای نامیده شود. قرص‌های پیش سیاره‌ای محل تولد سیارگان هستند که بیشتر حول ستارگان جوان می‌چرخند.
اغلب ستارگان در درون سحابی‌های مولکولی پدید می‌آیند که توده‌های عظیمی از گاز و غبار باقی‌مانده از مهبانگ یا حاصل انفجار ستارگان پیر هستند. جاذبه گرانشی سحابی در طول میلیون‌ها سال سبب فشرده گشتن مواد که عمدتاً از هیدروژن و ذرات غبار تشکیل گشته‌اند می‌گردد. در نتیجه انقباض سحابی یک توده فشرده از ماده در مرکز پدید می‌آید که به سبب دارا بودن مقداری غیر صفر از تکانه زاویه‌ای در حال چرخش است. تکانه زاویه‌ای همچنین سبب می‌گردد بخش‌هایی از سحابی نتواند جذب توده مرکزی گردد و در عوض در فواصلی دورتر شروع به گردش به دور توده مرکزی کند. نیروهای گرانش و گریز از مرکز در تعادل با یکدیگر سبب می‌گردند این مواد چرخنده، پیرامونی به شکل یک دیسک یا قرص را به خود بگیرند که بر روی صفحه عمود بر محور چرخش توده مرکزی قرار می‌گیرد. ذرات غبار و گاز هیدروژن مواد اصلی تشکیل دهنده این گونه قرص‌ها هستند. با افزایش دما تابش الکترو مغناطیسی از توده مرکزی آغاز می‌گردد که در این مرحله یک پیش-ستاره نامیده می‌شود. قرص اطراف پیش ستاره در این مرحله قرص پیرا-پیش ستاره‌ای است. با گذشت زمان و با انقباض بیشتر و نیز جذب مواد بیشتر از دیسک دمای پیش ستاره به حدی افزایش می‌یابد که واکنش‌های اتمی در مرکز آن شروع شده و یک ستاره متولد می‌گردد. قرص اطراف ستاره مرکزی در این مرحله یک قرص پیرا-ستاره‌ای نامیده می‌شود. این قرص می‌تواند بسته به شرایط فیزیکی حاکم به یک قرص برافزایشی تبدیل شود که عمری در حدود چند میلیون سال دارند و در طول این مدت اندک اندک بر روی ستاره مرکزی فرو می‌ریزند. گاهی نیز شرایط برای تشکیل توده‌هایی از غبار و گاز بر روی قرص پیرا-ستاره‌ای مهیا می‌شود که منجر به تشکیل سیاره‌ها می‌گردد. چنین قرص‌هایی پیش-سیاره‌ای نامیده می‌شوند. منظومه شمسی روزگاری یک قرص پیش-سیاره‌ای بوده که از آن سیارات و دیگر اجرام چرخان اطراف خورشید پدید آمده‌اند.